# Мос, Хайнрих
Хайнрих Мос (нем. Heinrich Moos, 27 марта 1895 — июнь 1976) — немецкий фехтовальщик, призёр чемпионатов мира.

## Биография
Родился в 1895 году. В 1928 году принял участие в соревнованиях по фехтованию на рапирах и саблях на Олимпийских играх в Амстердаме, но наград не завоевал. В 1931 и 1935 годах становился бронзовым призёром Международных первенств по фехтованию. В 1937 году стал бронзовым призёром первого официального чемпионата мира по фехтованию (тогда же Международная федерация фехтования задним числом признала чемпионатами мира все проходившие ранее Международные первенства по фехтованию).